# Julio Di Palma
Julio Enrique Di Palma "El Cacique" (Río Segundo, Córdoba; 8 de febrero de 1932 - 2 de octubre de 2021) fue un animador, locutor, recitador y actor argentino criado por la poesía y la vocación artística. Hijo de Tomás y Josefa Di Palma, y hermano de Carlos, José, Roberto y Héctor (los últimos 3 dibujantes y diagramadores de la revista cordobesa Hortensia y el Diario La Voz del Interior). Esposo de María Del Pero con la cual formó una familia de cuatro hijos.
Comenzó desde muy pequeño a desarrollar sus actividades como presentador de bailes, eventos pueblerinos, deportivos, fiestas familiares, etc. A los 16 años abandona el campo de su natalicio y se instala en la ciudad de Córdoba, ganando concursos de locutor e ingresando al Radioteatro y al Teatro, interviniendo como animador en varias confiterías con espectáculo. Escribió programas para radio, novelas, guiones, glosas, y obtuvo una formación actoral en el teatro, y a los 18 años se lo requirió para escribir las glosas de las presentaciones radiales de “Los Chalchaleros”, que recién comenzaban, posibilitándole el alto honor de hacer amistad con Juan Carlos Saravia, el líder máximo del Grupo. También trabaja en las presentaciones junto al humorista Rodolfo Zapata en la "Confitería del Plata", dónde este último hacía su presentación como bailarín.
Cumplidos los 23 años viaja a Buenos Aires en 1955 para integrar los elencos radioteatrales de las tres grandes Emisoras: El Mundo, Splendid, Belgrano, en la que queda como “Relator” de los elencos con las grandes figuras de entonces (eran seis novelas diarias) hasta el año 1963, cuando es tentado a un espectáculo de Tango conducido por él en el viejo Canal 7, protagonizado por Miguel Caló en donde sale de gira por Centroamérica, luego de venir animando programas Argentinos/Paraguayos protagonizados por Sara Benítez, quien la asesoraba sobre folklore y la historia de su País junto a don Mauricio Cardozo Ocampo (autor entre otras célebres obras como “Galopera”, “Regalo de amor”, etc.).
El debut televisivo había sido con Jean Cartier, participando en desfiles de modas, revistas y shows musicales, hasta debutar en el cine, formando parte del elenco de la primera película Argentina filmada en el sistema de “Cinemascope” titulada 	Campo Arado (1959) con un gran elenco.
Al retorno de la gira centroamericana, ya ganado un sitio en el espectáculo en general, escribe algunas canciones y sigue relacionado con el ambiente artístico hasta que, en el año 1965, es convocado por José Adolfo Gallardou "El Indio Apachaca" para que lo acompañe a conducir el Primer Festival Folklórico del Noreste Argentino "Monteros de La Patria Fortaleza del Folklore", (en donde aún trabaja por 51 años ininterrumpidos animándolo y posibilitándole el acceso a Tucumán, su provincia "nativa por elección").
Fue el maestro de ceremonias de los grandes encuentros Folklóricos de la Caja Popular de Ahorros que se realizaron durante casi 15 años con la intervención de todo el elenco nacional de esa época y otros grandes festivales del noroeste argentino, en especial en los de la Provincia de Tucumán como: “El Atahualpa" (San Miguel de Tucumán), "Fiesta Provincial de la Soja", "Fiesta de Doma y Folklore" (Alberdi), "Fiesta Nacional del Tabaco" (La Cocha), "Fiesta del Queso" (Tafí del Valle), "Fiesta de la Zafra" (Aguilares), "Fiesta de la Caña de Azúcar" (La Banda de Río Salí), Los 20 años de la "Fiesta Nacional de la Verdura" (El Mollar), "Ranchillos para Cantar" (Ranchillos), "Fiesta Del Caballo" (Trancas), "Graneros en Celeste y Blanco" (Graneros), "Lules Canta a la Patria" (Lules), etc.
Fue el "hermano menor" en el afecto de dos grandes poetas: Armando Tejada Gómez y Hamlet Lima Quintana, que lo distinguieron con su amistad y “sus cuidados creativos”. Siempre estuvo allegado en el afecto y amistad de Enrique Cadícamo, Homero Expósito, Julio Camilioni, Ariel Petroccelli, Oscar del Priore, Horacio Ferrer, Atahualpa Yupanqui, entre otros.
Autor de canciones junto a Horacio Guarany, Cacho Valles, Ángel Linares, Rolando Zafe, Antonio Tarragó Ros, etc.
Por casi 20 años fue el "segundo" de Luis Landriscina en todos sus programas con elenco; por 5 años formó parte del elenco del programa “Mi cuñado”, con Ricardo Darín y Luis Brandoni. Escribió y estrenó poemas en la apertura de un ciclo llamado “De mi pago con humor” conducido por Quique Dapiaggi. Traductor al idioma Mapuche de un gran éxito Teleteatral “Más allá del Horizonte”, donde se desempeñó también como actor.
Estuvo vinculado al estudio de las Culturas Mayas, Aztecas e Incas fundamentalmente, como así también a la búsqueda de orígenes de tradiciones e historia Argentina, Americana y Universal.

## Filmografía
- El grito en la sangre (2012)
- Millonarios a la fuerza (1979)
- De cara al cielo (1979)
- Hotel de señoritas (1979)
- Mi amor es un fantasma
- Operación Masacre (1973) es una película argentina filmada en la clandestinidad durante la dictadura de Alejandro Agustín Lanusse en 1972, y estrenada comercialmente el 27 de septiembre de 1973. El argumento se basó en el libro homónimo escrito por Rodolfo Walsh. Fue dirigida por Jorge Cedrón y sus protagonistas fueron Norma Aleandro, Carlos Carella, Víctor Laplace, Ana María Picchio, Walter Vidarte, Miguel Narciso Bruse y Julio Troxler.
- Los debutantes en el amor(1969)
- Cautiva en la selva (1969)
- La cómplice (1966)
- Ahorro y préstamo para el amor (1965)
- Campo arado (1959)